# Tolombeh-ye Mohājerī
Tolombeh-ye Mohājerī (persiska: تلمبه مهاجری) är en bondby i Iran.   Den ligger i provinsen Kerman, i den östra delen av landet, 800 km sydost om huvudstaden Teheran. Tolombeh-ye Mohājerī ligger 1 783 meter över havet och antalet invånare är 107.
Terrängen runt Tolombeh-ye Mohājerī är platt åt sydväst, men åt nordost är den kuperad. Runt Tolombeh-ye Mohājerī är det glesbefolkat, med 13 invånare per kvadratkilometer. Närmaste större samhälle är Kerman, 9,2 km nordväst om Tolombeh-ye Mohājerī. Trakten runt Tolombeh-ye Mohājerī är ofruktbar med lite eller ingen växtlighet.